# Vendeuil-Caply
Ne doit pas être confondu avec Vendeuil.
Vendeuil-Caply est une commune française située dans le département de l'Oise, en région Hauts-de-France.

## Géographie
La commune de Vendeuil-Caply est l'association de deux hameaux distants de 1 500 mètres l'un de l'autre : 
- Vendeuil ;
- Caply, hameau situé sur l'ancienne RN 1 (actuelle RD 1001), qui regroupe environ 360 habitants.

Vendeuil-Caply se situe à 99 kilomètres de Paris, 37 km d'Amiens, et 23 km de Beauvais.
|               | Breteuil                |          |
| Troussencourt | Vendeuil-Caply          | Beauvoir |
| Sainte-Eusoye | Saint-André-Farivillers |          |

### Topographie
Le mont Catelet, au nord-est, culmine à 140 mètres et couvre une vingtaine d'hectares. Ses pentes ne sont escarpées que sur sa face sud. Le Calmont, au sud-ouest, s'élève à 152 mètres. C'est une vaste éminence boisée qui couvre environ 60 hectares. Ses pentes sont très abruptes ; un peu plus douces au nord. Il est rattaché, à l'est, au grand plateau par un passage étroit.
La vallée Saint-Denis, ou Valendon, est aujourd'hui une vallée sèche, qui s'étend entre ces deux collines, suivant un axe est-ouest.
Le Froid-Mont culmine également à 152 mètres, présente à l'aplomb du Val Saint-Denis, les mêmes abrupts naturels, en arc de cercle, que ceux bien visibles du Catelet.

### Hydrographie

#### Réseau hydrographique
La commune est située dans le bassin Artois-Picardie. Elle est drainée par la Noye et la rivière la Noye,.
La Noye, d'une longueur de 33 km, prend sa source dans la commune  et se jette  dans l'Avre à Boves, après avoir traversé 13 communes. 
Si la source de la Noye se trouve actuellement au nord de la vallée, dans l'Antiquité la rivière naissait à huit kilomètres de là, au sud-ouest, passant au pied du Calmont. Un réseau d'affluents accompagnait cet ancien cours ; l'un contournait le flanc sud du Calmont, tandis qu'un autre parcourait d'est en ouest la vallée Saint-Denis. Ainsi le Calmont était entouré sur ses trois côtés par un cours d'eau et des marais. C'était donc une position bien pourvue en défense naturelle[réf. nécessaire].

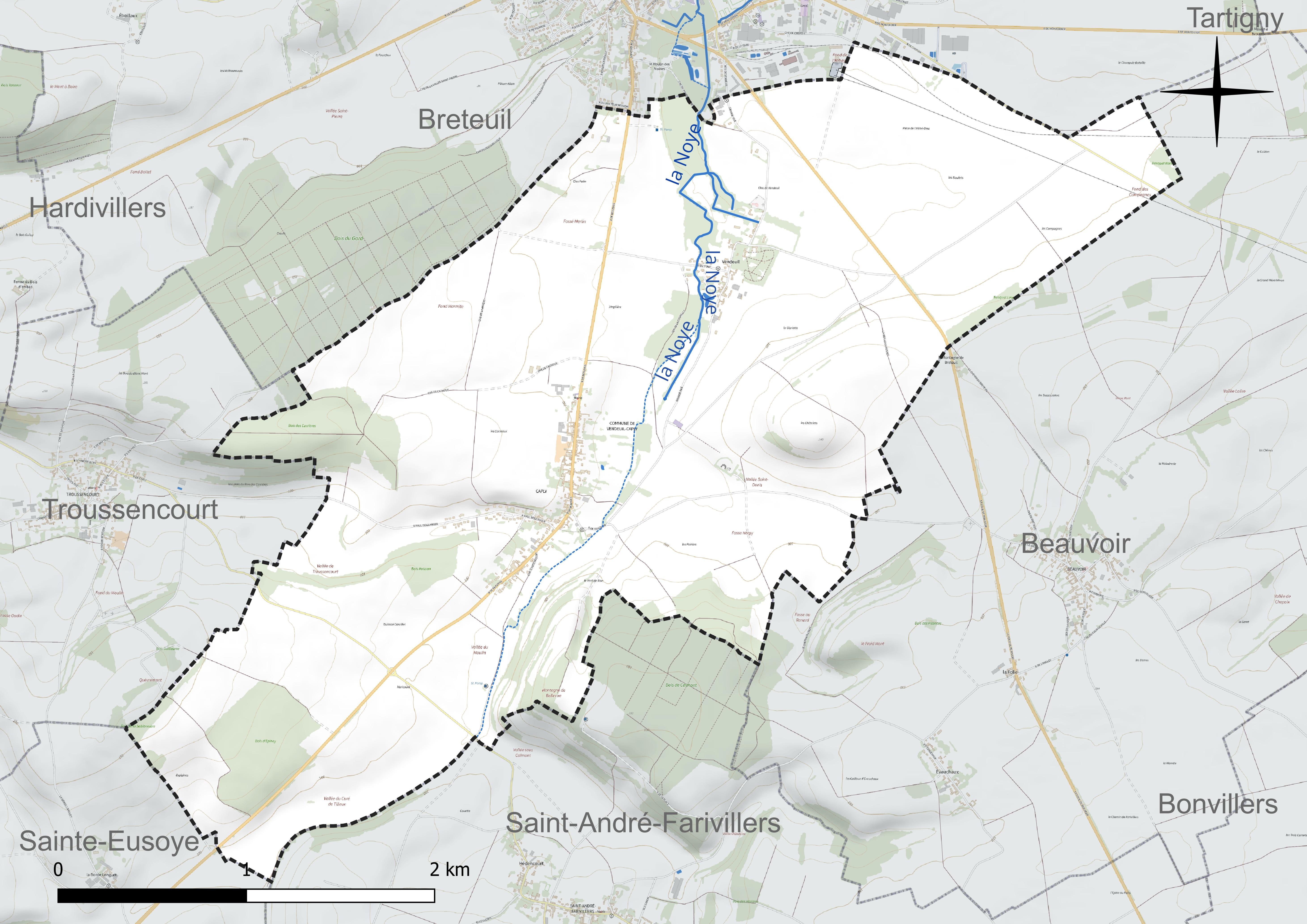
Réseau hydrographique de Vendeuil-Caply.

#### Gestion et qualité des eaux
Le territoire communal est couvert par le schéma d'aménagement et de gestion des eaux (SAGE) « Sensée ». Ce document de planification concerne un territoire de 1 835 km2 de superficie, délimité par le bassin versant de la Somme canalisée. Le périmètre a été arrêté le 29 avril 2010 et le SAGE proprement dit a été approuvé le 6 août 2019. La structure porteuse de l'élaboration et de la mise en œuvre est le syndicat mixte d'aménagement hydraulique du bassin versant de la Somme (AMEVA). 
La qualité des cours d'eau peut être consultée sur un site dédié géré par les agences de l'eau et l'Agence française pour la biodiversité. 

### Climat
Pour des articles plus généraux, voir Climat des Hauts-de-France et Climat de l'Oise.
En 2010, le climat de la commune est de type climat océanique dégradé des plaines du Centre et du Nord, selon une étude du CNRS s'appuyant sur une série de données couvrant la période 1971-2000. En 2020, Météo-France publie une typologie des climats de la France métropolitaine dans laquelle la commune est exposée à un climat océanique et est dans la région climatique  Nord-est du bassin Parisien, caractérisée par un ensoleillement médiocre, une pluviométrie moyenne régulièrement répartie au cours de l'année et un hiver froid (3 °C). 
Pour la période 1971-2000, la température annuelle moyenne est de 10,4 °C, avec une amplitude thermique annuelle de 14,4 °C. Le cumul annuel moyen de précipitations est de 709 mm, avec 11,5 jours de précipitations en janvier et 8,3 jours en juillet. Pour la période 1991-2020, la température moyenne annuelle observée sur la station météorologique la plus proche, située sur la commune de Rouvroy-les-Merles à 7 km à vol d'oiseau, est de 10,7 °C et le cumul annuel moyen de précipitations est de 647,9 mm,. Pour l'avenir, les paramètres climatiques de la commune estimés pour 2050 selon différents scénarios d'émission de gaz à effet de serre sont consultables sur un site dédié publié par Météo-France en novembre 2022.

## Urbanisme

### Typologie
Au 1er janvier 2024, Vendeuil-Caply est catégorisée commune rurale à habitat dispersé, selon la nouvelle grille communale de densité à sept niveaux définie par l'Insee en 2022.
Elle est située hors unité urbaine. Par ailleurs la commune fait partie de l'aire d'attraction de Beauvais, dont elle est une commune de la couronne,. Cette aire, qui regroupe 162 communes, est catégorisée dans les aires de 50 000 à moins de 200 000 habitants,.

### Occupation des sols
L'occupation des sols de la commune, telle qu'elle ressort de la base de données européenne d'occupation biophysique des sols Corine Land Cover (CLC), est marquée par l'importance des territoires agricoles (89 % en 2018), une proportion sensiblement équivalente à celle de 1990 (89,3 %). La répartition détaillée en 2018 est la suivante : 
terres arables (80,5 %), zones agricoles hétérogènes (8,5 %), forêts (6,5 %), zones urbanisées (4,1 %), zones industrielles ou commerciales et réseaux de communication (0,5 %). L'évolution de l'occupation des sols de la commune et de ses infrastructures peut être observée sur les différentes représentations cartographiques du territoire : la carte de Cassini (XVIIIe siècle), la carte d'état-major (1820-1866) et les cartes ou photos aériennes de l'IGN pour la période actuelle (1950 à aujourd'hui).

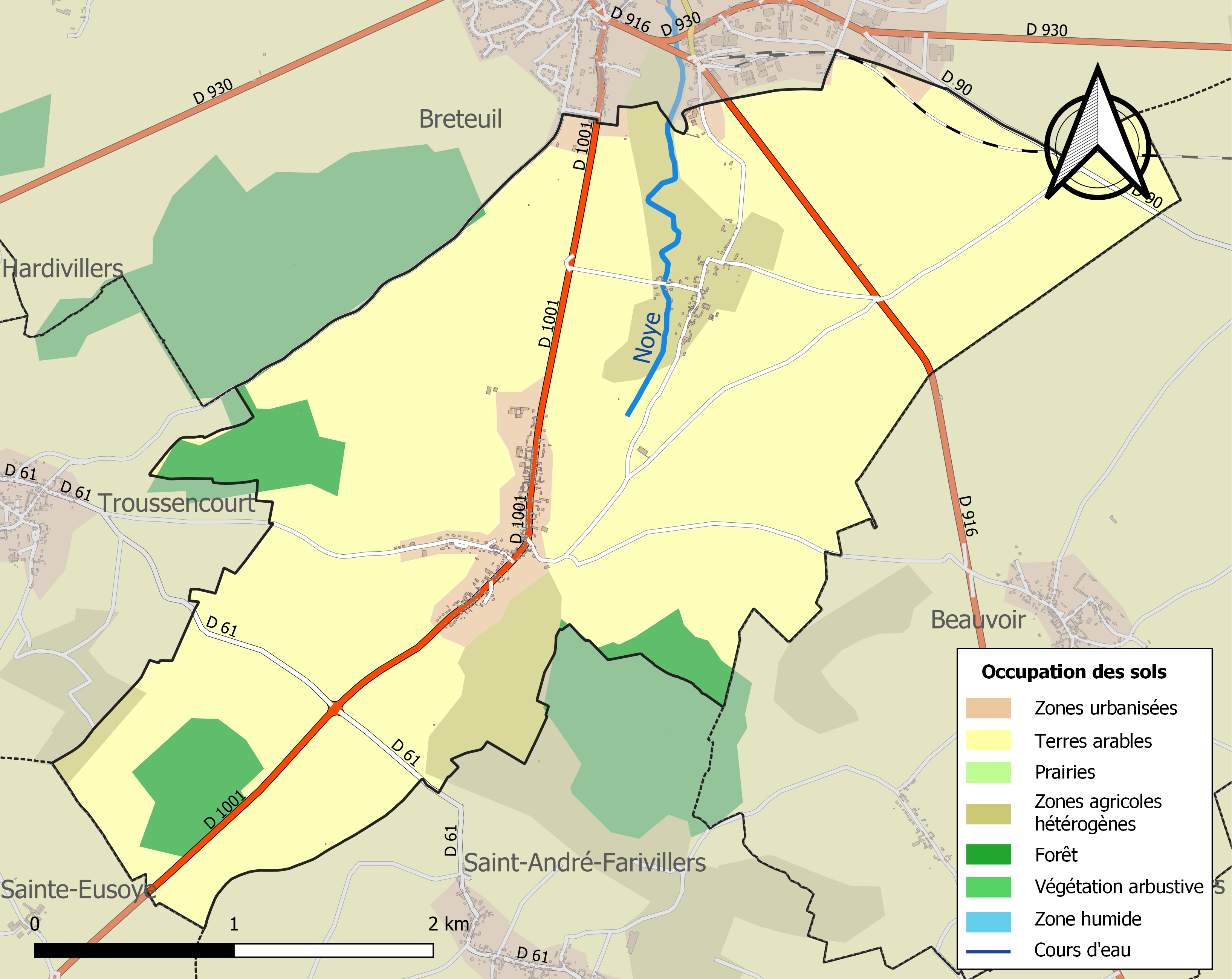
Carte des infrastructures et de l'occupation des sols de la commune en 2018 (CLC).

### Voies de communication et transports
La commune est desservie, en 2023, par les lignes 624, 6109, 6114, 6122 et 6140 du réseau interurbain de l'Oise.

## Toponymie
Vendeuil a peut-être été « Bratuspantium », capitale des Bellovaques.
Le nom de la localité est attesté sous les formes in Vendolio (vers 1048) ; Vandoilum (1120) ; Vendoilum (1147) ; ecclesiam de Vendolio (1164) ; Venduel (1183) ; Vendolium (1228) ; Vandeul (vers 1250) ; Vendel (1250) ; Vandolium (1280) ; Vandeulg (1282) ; Pierres de Vendeuilg (1282) ; Vandeuil (1393) ; Vendeul (1401) ; Vandoeul (1498) ; Vuandeul (vers 1570) ; Vendeuil (vers 1570) ; Vendueil (1663) ; Vendoeul (XVIIIe) ; Vendeuil lès Caply (1787) ; Vendeuil-Caply (1931).

Le premier élément Vend- représente directement l'adjectif gaulois vindo- « blanc »,, (« pur, sacré ») ou sa forme substantivée utilisée comme anthroponyme masculin Vindos.
La terminaison -euil remonte au gaulois -ialo(n) « lieu, espace découvert / défriché, essart » > « village », latinisé en -ialum « clairière, essart » (-ó-ialo). -ialo(n) était considéré jadis comme un simple suffixe, mais les celtisants penchent aujourd'hui pour un substantif fixé comme appellatif dans la toponymie.
D'où le sens global de « bourg blanc », « clairière blanche »,, voire « lieu défriché appartenant à Vindos.
Caply, ancien hameau de la commune,  est attesté sous les formes Cappolis (vers 1100) ; de Caplia (1233) ; Capplis (1523) ; Caplay (XVIe) ; Capli (XVIe) ; Chaply (XVIe) ; Caplea ubi capella in castro (1609) ; Caplyz (1667) ; Capply (XIXe) ; Caply (1840).

Cap est la contraction de caput et -ly de locus, que l'on interprète généralement par caput locus , « chef-lieu », chef-lieu du pagus Vendiolensis.

## Histoire

### Antiquité

#### La ville gallo-romaine desIeretIIesiècles
Important site gallo-romain du Ier au IVe siècle. Vendeuil-Caply est célèbre pour son site antique qui, centré sur la vallée Saint-Denis, entre le mont Catelet et celui de Calmont, à deux kilomètres au sud de l'église Saint-Martin, s'étendait sur 130 hectares. Seul vestige bien conservé de cette ville gallo-romaine aujourd'hui disparue, chef-lieu d'un pagus de la civitas des Bellovaques, le théâtre des Ier et IIe siècles témoigne de ce que fut son importance passée. Certains historiens pensent que ces vestiges sont ceux de Bratuspantium, mentionné dans les commentaires de César.
Des fouilles ont mis au jour des poteries sigillées provenant de La Graufesenque.

#### Ruine et déplacement de l'habitat auIIIesiècle
Les invasions de la fin du IIIe siècle lui furent fatales et l'habitat se déplaça vers le nord, à Vendeuil. Le site antique ne fut toutefois pas complètement abandonné comme le prouve l'existence d'une église dédiée à saint Denis, aujourd'hui disparue, qui était bâtie dans le cimetière isolé, situé en bordure de la D 916.

### Moyen Âge
Après les invasions normandes, Vendeuil perdit, à son tour son importance au profit du bourg féodal de Breteuil-sur-Noye.
Au Moyen Âge, la terre appartenait aux châtelains de Breteuil dont le château fut détruit en 1434 par les Bourguignons.
Un écart, Maricourt, fut le berceau d'une famille noble qui eut la seigneurie de Vendeuil, et celle de Mouchy (cf. Victor Leblond : Nobiliaire du Beauvaisis, 2e partie, 1912, p. 432-433).

## Politique et administration

### Rattachements administratifs et électoraux
La commune se trouve dans l'arrondissement de Clermont du département de l'Oise. Pour l'élection des députés, elle fait partie de la première circonscription de l'Oise.
Elle faisait partie depuis 1793 du canton de Breteuil. Dans le cadre du redécoupage cantonal de 2014 en France, la commune rejoint le canton de Saint-Just-en-Chaussée.

### Intercommunalité
La commune faisait partie de la communauté de communes des Vallées de la Brèche et de la Noye créée fin 1992.
Dans le cadre des dispositions de la loi portant nouvelle organisation territoriale de la République (Loi NOTRe) du 7 août 2015, qui prévoit que les établissements publics de coopération intercommunale (EPCI) à fiscalité propre doivent avoir un minimum de 15 000 habitants, le préfet de l'Oise a publié en octobre 2015 un projet de nouveau schéma départemental de coopération intercommunale, qui prévoit la fusion de plusieurs intercommunalités, et notamment celle de Crèvecœur-le-Grand (CCC) et celle des Vallées de la Brèche et de la Noye (CCVBN), soit une intercommunalité de 61 communes pour une population totale de 27 196 habitants.
Après avis favorable de la majorité des conseils communautaires et municipaux concernés, cette intercommunalité dénommée communauté de communes de l'Oise picarde et dont la commune est désormais membre, est créée au 1er janvier 2017.
En 2016, la commune fait également partie de :
- Syndicat d'énergie de l'Oise ;
- Syndicat intercommunal des eaux de Saint André-Farivillers
- Syndicat scolaire de Vendeuil-Caply Saint-André-Farivillersy[33].

### Liste des maires
| Période                                  | Période                       | Identité                     | Étiquette | Qualité |
| ---------------------------------------- | ----------------------------- | ---------------------------- | --------- | --- |
| Les données manquantes sont à compléter. |                               |                              |           | |
| 1845                                     | 1848                          | Benoist Seillier             |           | |
| 1848                                     | 1849                          | Jean-Baptiste D'Hardivillers |           | |
| 1849                                     | 1855                          | Benoist Seillier             |           | |
| 1855                                     | 1860                          | Thomas Seillier              |           | |
| 1860                                     | 1870                          | Auguste Guillaumin           |           | |
| 1870                                     | 1896                          | Louis Seillier               |           | |
| 1896                                     | 1900                          | Auguste Darras               |           | |
| 1900                                     | 1908                          | Edmond Seillier              |           | |
| 1908                                     | 1912                          | Auguste Lesobre (père)       |           | |
| 1912                                     | 1925                          | Emile Labie                  |           | |
| 1925                                     | 1930                          | Norbert D'Hardivillers       |           | |
| 1930                                     | 1932                          | Edmond Louvet                |           | |
| 1932                                     | 1934                          | André Patry                  |           | |
| 1934                                     | 1947                          | Auguste Lesobre (fils)       |           | |
| 1947                                     | 1953                          | Charles Quentin              |           | |
| 1953                                     | 1995                          | René Guédé                   | DVG       | |
| mars 1995                                | 2001                          | Huguette Verleye             | SE        | |
| mars 2001                                | juillet 2009                  | Marc Van Acker               | SE        | Démissionnaire |
| juillet 2009                             | En cours (au 22 juillet 2020) | Guillaume Ménard             | HOR       | Cadre au Trésor Public de Beauvais, Président du Syndicat d'aménagement et d'entretien de la Noye, Vice-président CC Vallées de la Brèche et de la Noye (2014 → 2016) Vice-président de la CC de l'Oise Picarde (2020 → ). Réélu pour le mandat 2020-2026, |

### Distinctions et labels
La commune a été labellisée d'une étoile pour la période 2017-2019 par l'association nationale pour la protection du ciel et de l'environnement nocturne (ANPCEN). C'est la première commune ainsi labellisée du département de l'Oise, et cette distinction récompense l'optimisation de l'éclairage urbain opérée en 2015

## Équipements et services publics

### Enseignement
La commune est un village jeune, qui dispose d'une école communale regroupant toutes les sections de maternelle. Elle fait partie du regroupement scolaire de Saint-André-Farivillers/Vendeuil-Caply. L'école maternelle de Vendeuil-Caply est baptisée du nom de l'ancien maire, école René-Guédé depuis le 18 juin 2005.
En 2016, le schéma départemental de coopération intercommunale prévoit la fusion de ce syndicat scolaire avec celui de  Thieux /  Campremy, permettant, selon la préfecture, la mise en place de services (cantine, accueil périscolaire). Cette mutualisation pourrait conduire, à terme, à la création d'un regroupement pédagogique concentré.
Finalement, le préfet retire le projet de fusion, le SIRS ayant mis en place entretemps un service périscolaire.

## Population et société

### Démographie

#### Évolution démographique
Au 1er janvier 2014, la population totale est de 503 habitants selon l'INSEE, données officielles.
L'évolution du nombre d'habitants est connue à travers les recensements de la population effectués dans la commune depuis 1793. Pour les communes de moins de 10 000 habitants, une enquête de recensement portant sur toute la population est réalisée tous les cinq ans, les populations de référence des années intermédiaires étant quant à elles estimées par interpolation ou extrapolation. Pour la commune, le premier recensement exhaustif entrant dans le cadre du nouveau dispositif a été réalisé en 2004.

En 2022, la commune comptait 444 habitants, en évolution de −7,11 % par rapport à 2016 (Oise : +0,87 %, France hors Mayotte : +2,11 %).
| 1793 | 1800 | 1806 | 1821 | 1831 | 1836 | 1841 | 1846 | 1851 |
| ---- | ---- | ---- | ---- | ---- | ---- | ---- | ---- | ---- |
| 590  | 533  | 554  | 608  | 636  | 535  | 533  | 528  | 523  |

| 1856 | 1861 | 1866 | 1872 | 1876 | 1881 | 1886 | 1891 | 1896 |
| ---- | ---- | ---- | ---- | ---- | ---- | ---- | ---- | ---- |
| 500  | 502  | 493  | 504  | 510  | 465  | 424  | 434  | 407  |

| 1901 | 1906 | 1911 | 1921 | 1926 | 1931 | 1936 | 1946 | 1954 |
| ---- | ---- | ---- | ---- | ---- | ---- | ---- | ---- | ---- |
| 411  | 368  | 368  | 326  | 340  | 349  | 304  | 330  | 289  |

| 1962 | 1968 | 1975 | 1982 | 1990 | 1999 | 2004 | 2006 | 2009 |
| ---- | ---- | ---- | ---- | ---- | ---- | ---- | ---- | ---- |
| 314  | 319  | 332  | 345  | 372  | 372  | 401  | 417  | 466  |

| 2014 | 2019 | 2022 | - | - | - | - | - | - |
| ---- | ---- | ---- | - | - | - | - | - | - |
| 482  | 453  | 444  | - | - | - | - | - | - |

#### Pyramide des âges
La population de la commune est relativement jeune.
En 2018, le taux de personnes d'un âge inférieur à 30 ans s'élève à 34,2 %, soit en dessous de la moyenne départementale (37,3 %). À l'inverse, le taux de personnes d'âge supérieur à 60 ans est de 24,1 % la même année, alors qu'il est de 22,8 % au niveau départemental.
En 2018, la commune comptait 238 hommes pour 223 femmes, soit un taux de 51,63 % d'hommes, largement supérieur au taux départemental (48,89 %).
Les pyramides des âges de la commune et du département s'établissent comme suit.
| Hommes | Classe d’âge | Femmes |
| ------ | ------------ | ------ |
| 0,0    | 90 ou +      | 1,4    |
| 6,4    | 75-89 ans    | 6,8    |
| 17,5   | 60-74 ans    | 16,0   |
| 20,1   | 45-59 ans    | 25,1   |
| 21,8   | 30-44 ans    | 16,4   |
| 14,1   | 15-29 ans    | 16,4   |
| 20,1   | 0-14 ans     | 17,8   |

| Hommes | Classe d’âge | Femmes |
| ------ | ------------ | ------ |
| 0,5    | 90 ou +      | 1,4    |
| 5,5    | 75-89 ans    | 7,6    |
| 15,6   | 60-74 ans    | 16,3   |
| 20,8   | 45-59 ans    | 20     |
| 19,4   | 30-44 ans    | 19,4   |
| 17,6   | 15-29 ans    | 16,2   |
| 20,6   | 0-14 ans     | 19,1   |

### Manifestations culturelles et festivités
La commune organise tous les ans, un week-end d'avril consacré aux jeux d'arcade et jeux de café (flippers/baby-foot).

### Vie associative
L'Association des Amis de Vendeuil-Caply souhaite revisiter la très riche histoire de la commune depuis l'Antiquité.

## Économie
La commune jouit d'un espace important et possède sur son territoire plusieurs zones d'activités : une scierie, une entreprise de mécanique générale, ainsi que de nombreux artisans (maçons, vitrier, tapissier, coiffeur, peinture, etc.). La commune est le siège de la plate-forme locale de distribution de La Poste, située en limite de commune avec Breteuil.

## Culture locale et patrimoine

### Lieux et monuments
- Vestiges gallo-romains : Il s'agit de fouilles archéologiques au mont Catelet, sur un site de 130 hectares. On peut y observer les quelques vestiges d'une ville, remontant au Ier siècle av. J.-C., avec ses voies romaines, ses commerces, le théâtre. On y a découvert un grand nombre d'antiquités, des médailles gauloises et romaines, des restes de murailles. Nombres d'historiens pensent que ces restes sont ceux de Brantuspantium, mentionné dans les commentaires de Jules César. Le produit des fouilles est exposé dans un musée et un centre de recherche en archéologie a été inauguré en juin 2011. Le théâtre antique fait l'objet d'un classement au titre des monuments historiques depuis 1982[46].
- Théâtre antique

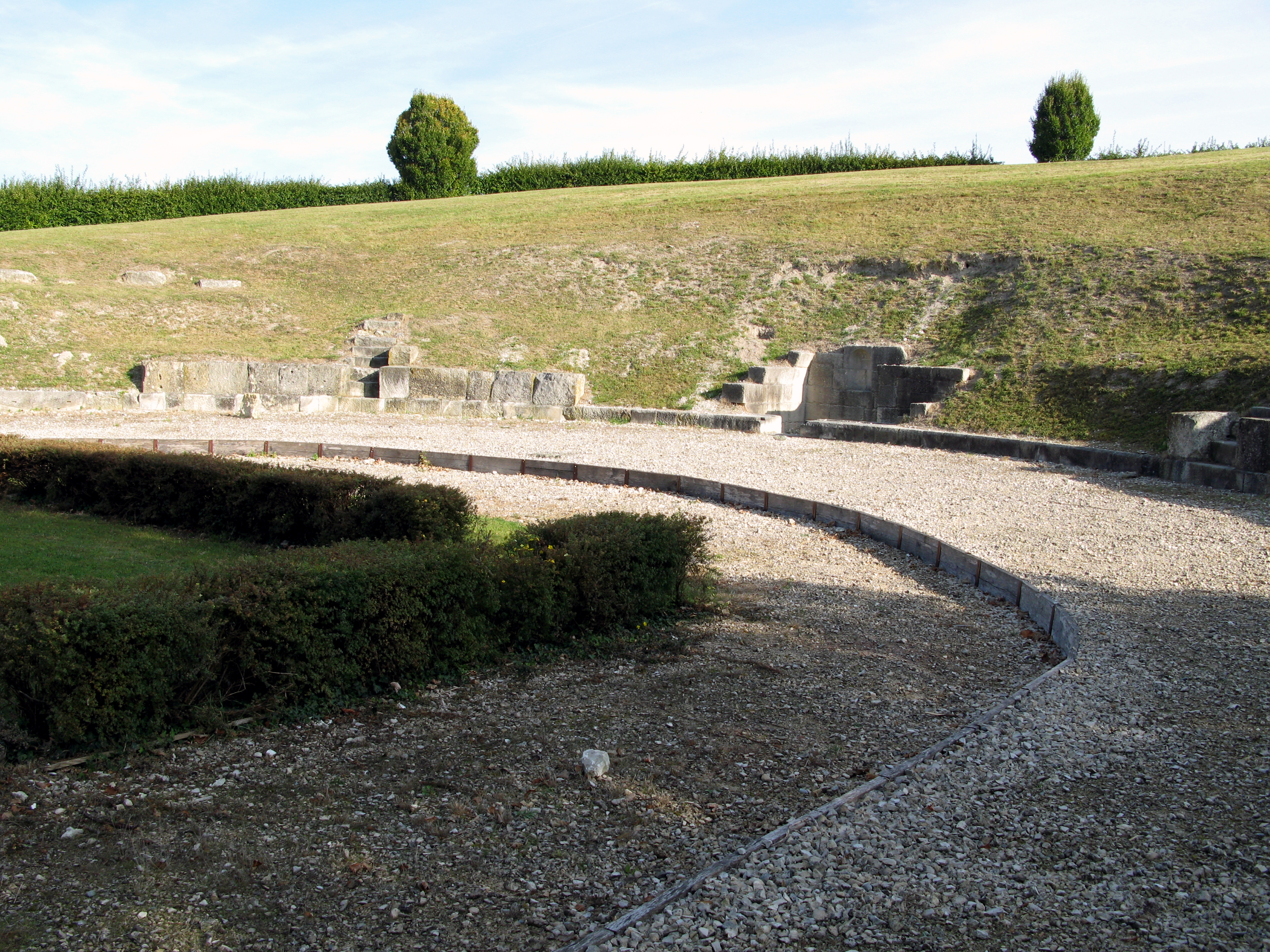
Vue partielle du théâtre antique.
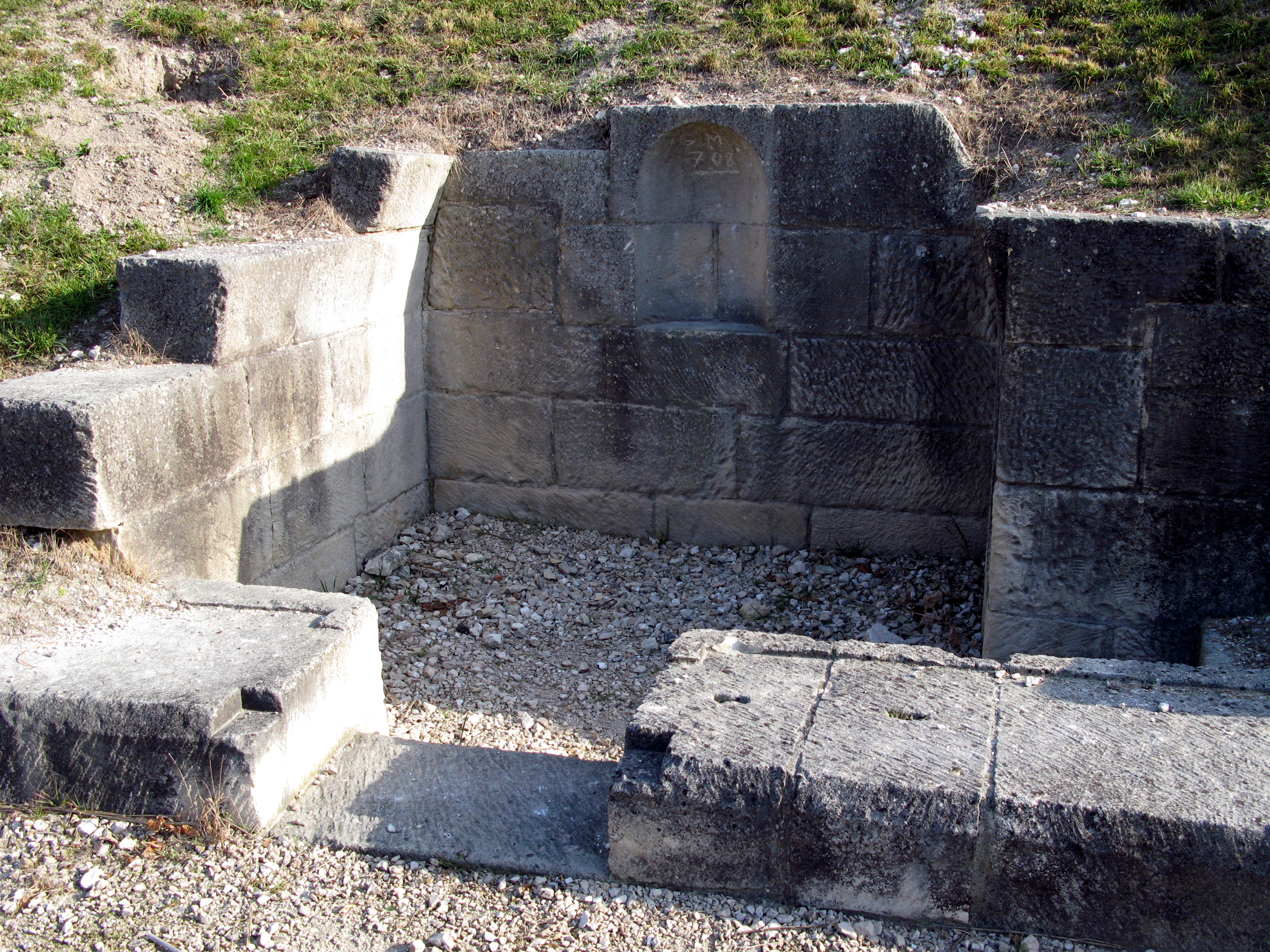
Détail du site.

- Le Musée archéologique de l'Oise (M-A-O)

ouvert en 2012, il accueille les visiteurs lors des vacances scolaires et les week-ends
- Église Saint-Martin, datant du (XVe siècle). À l'intérieur, pierre tombale de Jean de Sainte-Beuve datant 1489 ainsi que des reliques données par le duc de Laval au XIXe siècle. La nef est en forme de bateau inversé et les fonts baptismaux datent du XIIe siècle. Elle est inscrite monument historique depuis 1990[48].

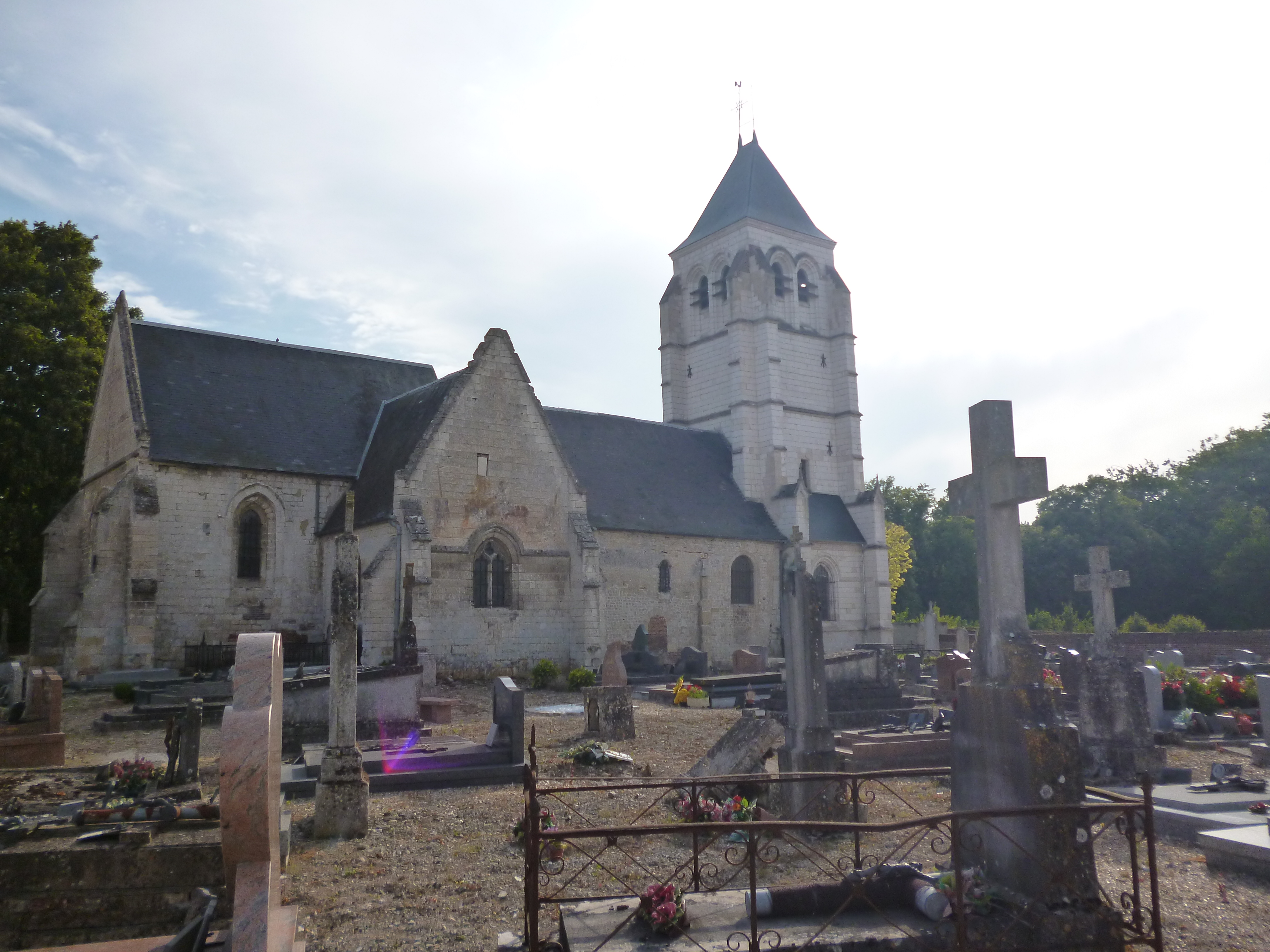
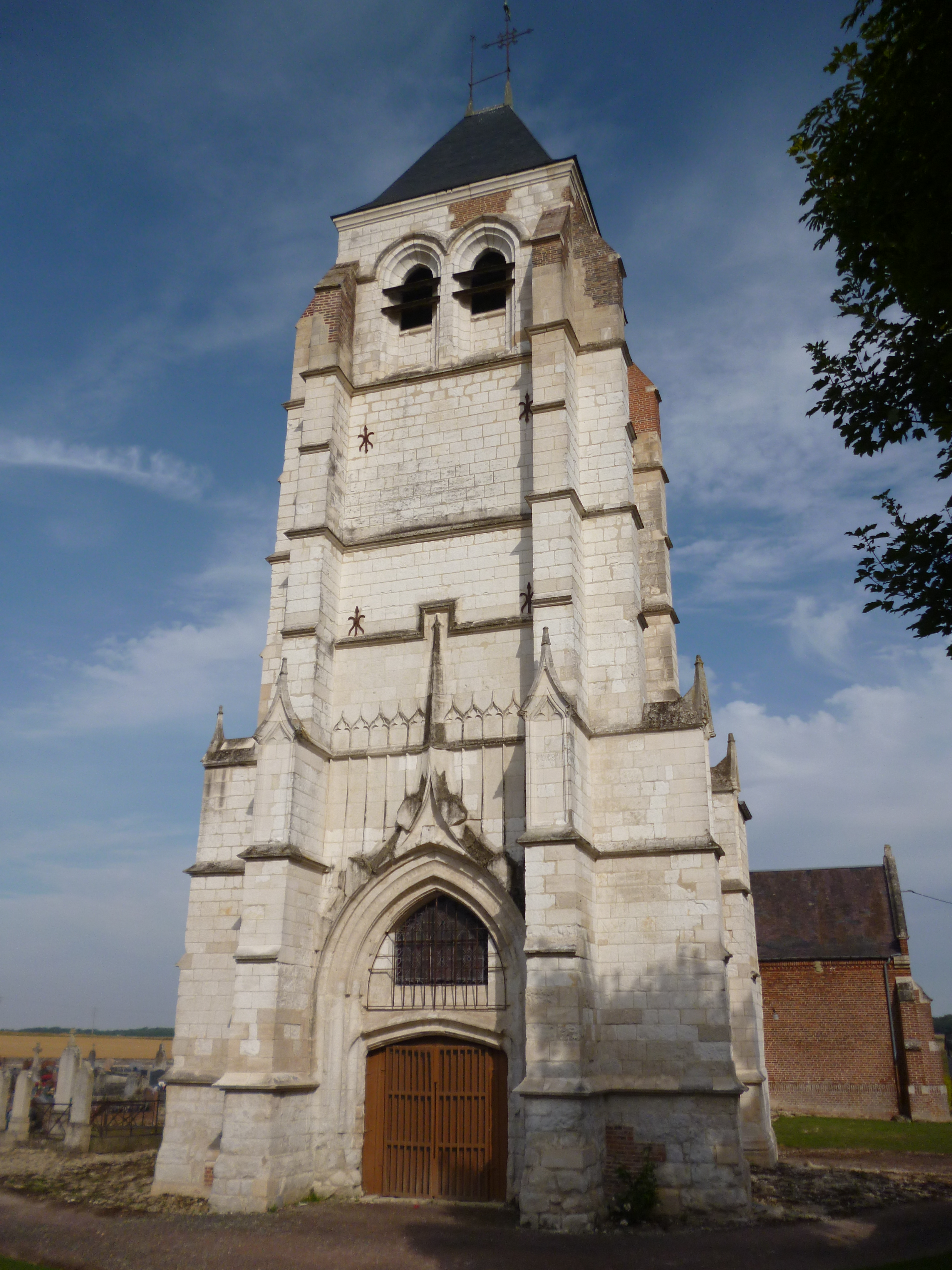
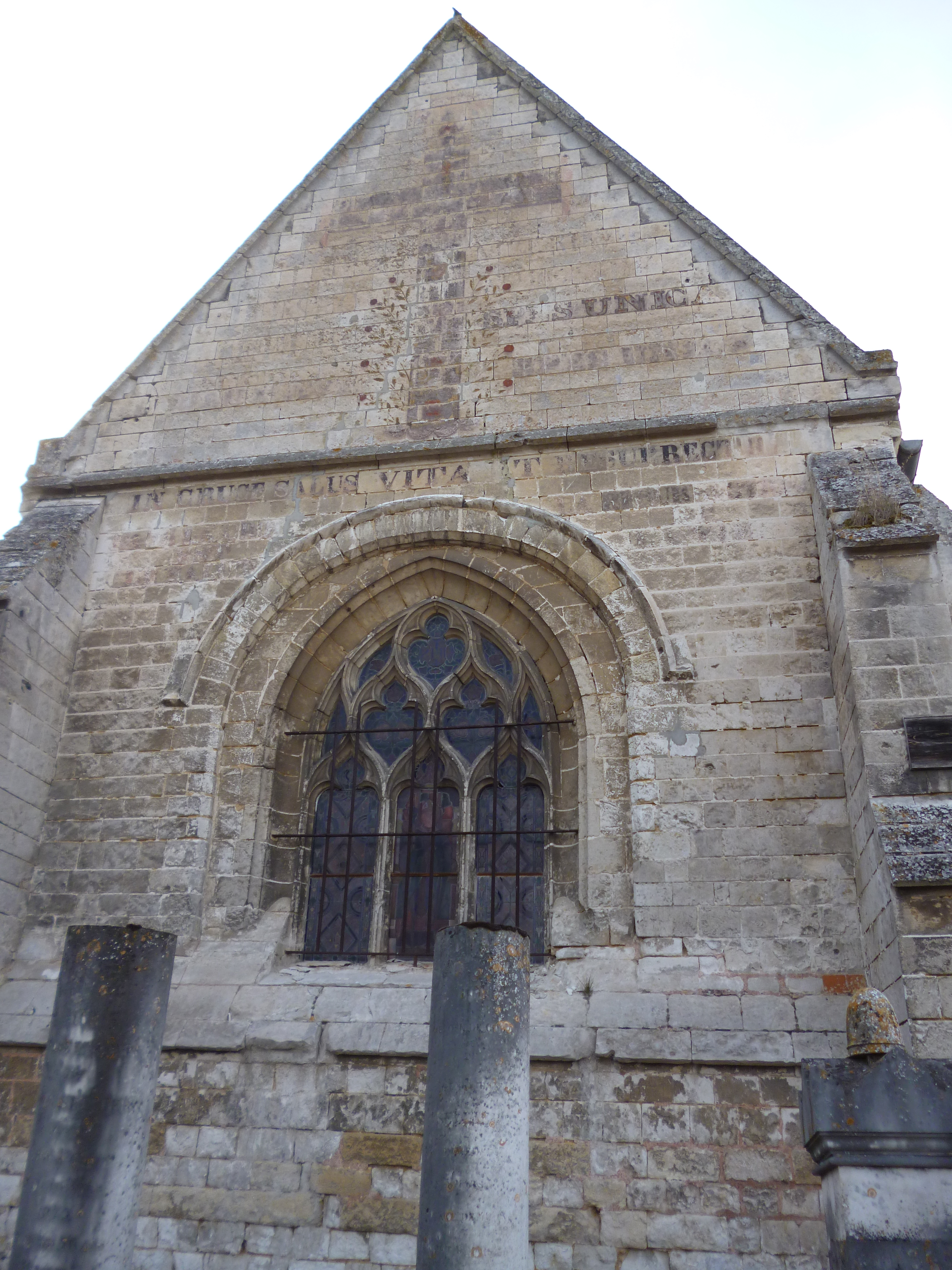
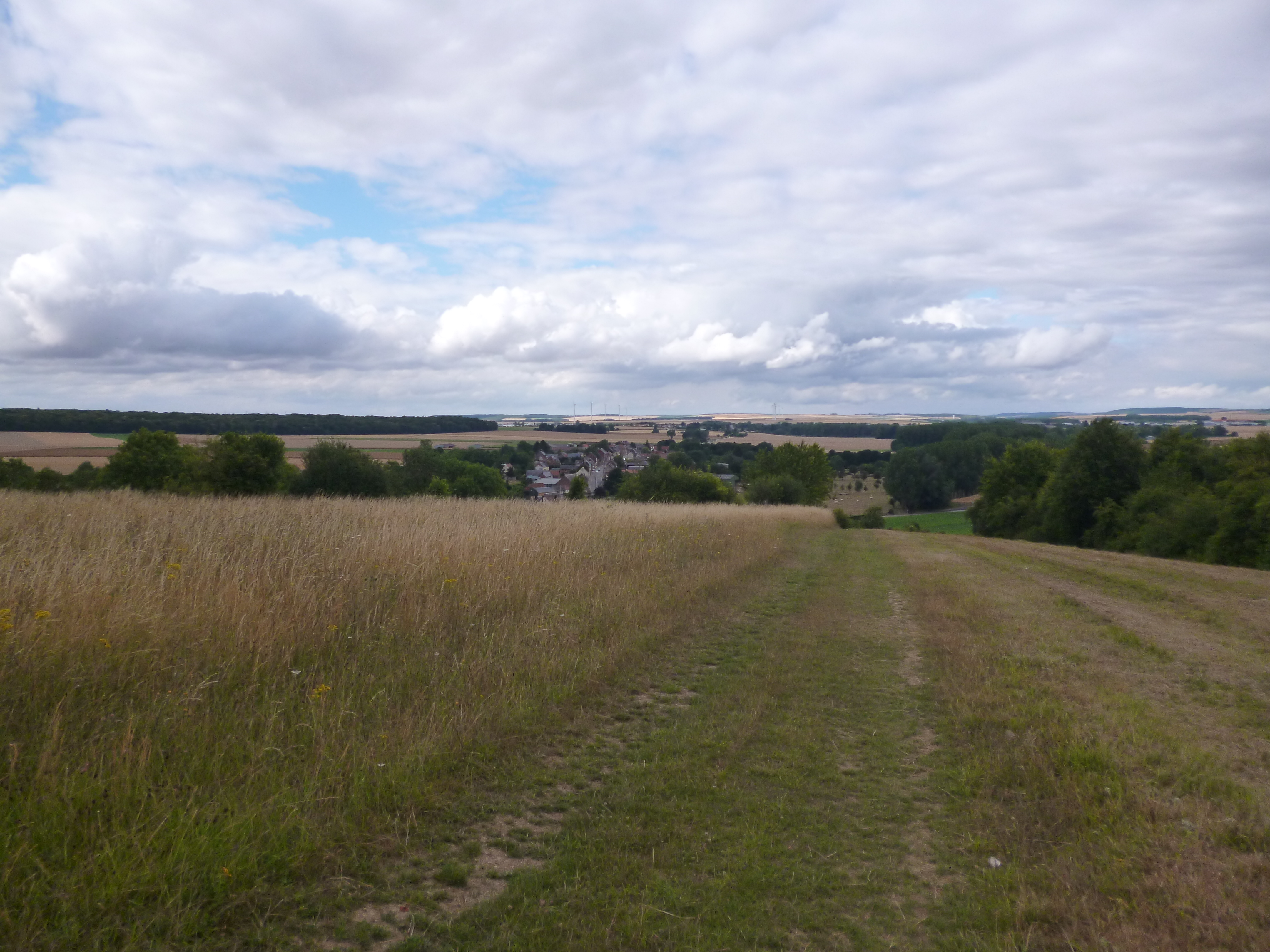
Vue de Caply depuis la Montagne de Bellevue.
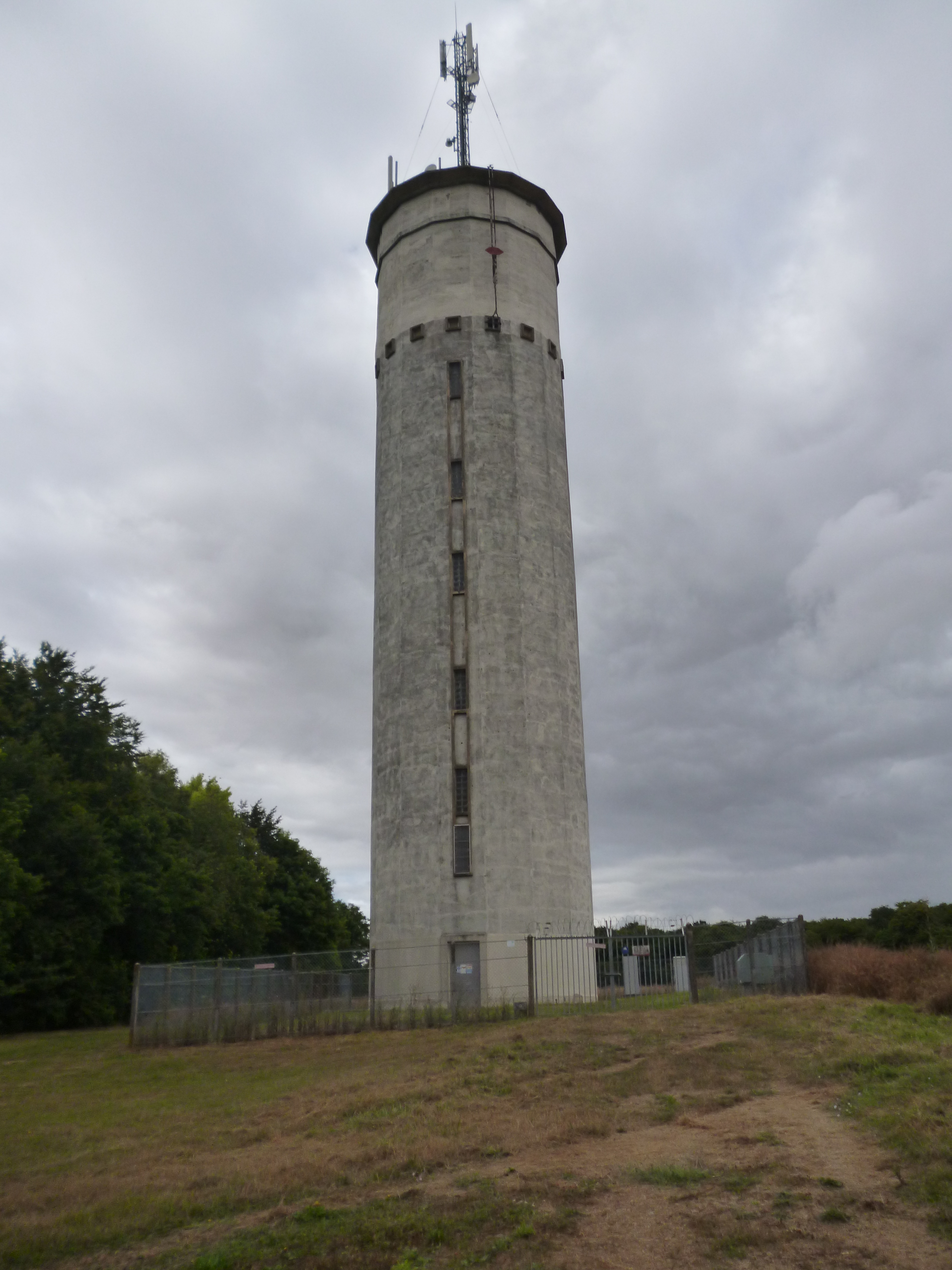
Château d'eau située sur la Montagne de Bellevue.